# Minh Tu Nguyen
Minh Tu Nguyen (vietnamita: Minh Tú Nguyễn; Ho Chi Minh, 14 novembre 1993) è una modella vietnamita, terza classificata della quinta edizione del talent show Asia's Next Top Model.

## Asia's Next Top Model
Tu è stata l'unica concorrente a rappresentare il Vietnam nella quinta edizione di Asia's Next Top Model. Nella storia del programma, è stata la prima concorrente vietnamita a superare la soglia della Top 9 e, di conseguenza, ad arrivare in finale.
Minh Tu è arrivata alla finale della competizione, piazzandosi al terzo posto, subito dopo la concorrente malaysiana Shikin Gomez. Il titolo, infine, è stato vinto dalla concorrente filippina Maureen Wroblewitz.

## The Face Vietnam
Dopo la partecipazione ad Asia's Next Top Model, Minh Tú è diventata una dei tre mentori nel talent show di moda nazionale The Face Vietnam.